# Fabian Stoller
Fabian Stoller (Lucerna, 31 marzo 1988) è un ex calciatore svizzero, di ruolo centrocampista.

## Carriera
Ha giocato nella massima serie dei campionati svizzero, israeliano, greco e cipriota.

## Palmarès

### Club

#### Competizioni nazionali
- Coppa Toto: 1

Hapoel Haifa: 2012-2013